# レヴァイアサン (雑誌)
『レヴァイアサン』は、かつて木鐸社が発行していた現代日本政治分析の学術雑誌。

## 概要
1987年秋に創刊。年2冊のペースで刊行された。名前の由来はトマス・ホッブズの著作『リヴァイアサン』である。発刊されるや衆目を集め、『読売新聞』や『日本経済新聞』などに好意的に取り上げられた。なお、創刊当時の編集人は猪口孝、村松岐夫、大嶽秀夫で、1年後に蒲島郁夫を加えた4人を中心に始められた。福井治弘も編集に関わっていた。
刊行目的は「現代日本政治は複雑な構造を持つ『海獣』であり、その全体的な構造を実証的に、そして本格的に解明していく」というものであり、従来の日本の政治研究に対しては「歴史や思想史あるいは外国研究の片手間で行われることによって、評論的、印象主義的になっている」として批判を加えた。これは暗に政治学研究の中心であった東京大学法学部に対して向けられたものでもあったが、後には東京大学法学部の教員も論文を投稿し、編集委員にも加わっていることもあり、当初の「アンチ東大法学部」という性格は薄れた。
加わった学者たちは「レヴァイアサン・グループ」と呼ばれるようになり、政治学の科学化、実証分析の発展に寄与した。一方で、小林良彰からは「政治のあり方といった価値に向き合ってこなかった」といった批判がなされている。
2018年秋、第63号をもって刊行を終了した。

## 内容
| 号数（刊行年月）     | 特集名                                                       | 備考                                    |
| -------------------- | ------------------------------------------------------------ | --------------------------------------- |
| 創刊号（1987年秋）   | 新保守主義の台頭                                             | ISBN 4-8332-1111-4                      |
| 第2号（1988年春）    | 国家と企業・団体・個人：公私領域の再編成の政治過程           | ISBN 4-8332-1112-2                      |
| 第3号（1988年秋）    | 比較政治体制論：東アジアと日本                               | ISBN 4-8332-1113-0                      |
| 第4号（1989年春）    | テクノクラート論と日本の政治                                 | ISBN 4-8332-1114-9                      |
| 第5号（1989年秋）    | 岐路に立つ日米関係                                           | ISBN 4-8332-1115-7                      |
| 第6号（1990年春）    | 大都市時代の地方自治                                         | ISBN 4-8332-1116-5                      |
| 臨時増刊（1990年夏） | 戦後における西独と日本                                       | ISBN 4-8332-1117-3                      |
| 第7号（1990年秋）    | マスメディアと政治                                           | ISBN 4-8332-1118-1                      |
| 第8号（1991年春）    | フェミニズムと社会運動                                       | ISBN 4-8332-1119-X                      |
| 第9号（1991年秋）    | 自民党                                                       | ISBN 4-8332-1120-3                      |
| 第10号（1992年春）   | 89参院選                                                     | ISBN 4-8332-1121-1                      |
| 臨時増刊（1992年夏） | 土地問題と日本政治                                           | ISBN 4-8332-1122-X                      |
| 第11号（1992年秋）   | 貿易と日本政治                                               | ISBN 4-8332-1123-8                      |
| 第12号（1993年春）   | 自由化の政治学                                               | ISBN 4-8332-1124-6                      |
| 第13号（1993年秋）   | 冷戦後の日本外交                                             | ISBN 4-8332-1125-4                      |
| 臨時増刊（1994年冬） | 一党優位制の崩壊？                                           | ISBN 4-8332-1126-2                      |
| 第14号（1994年春）   | 利益集団と日本の政治                                         | ISBN 4-8332-1127-0                      |
| 第15号（1994年秋）   | 93年総選挙：55年体制の崩壊                                   |                                         |
| 第16号（1995年春）   | 日独の戦後政策と政治                                         | ISBN 4-8332-1129-7                      |
| 第17号（1995年秋）   | 政党再編への序曲                                             | ISBN 4-8332-1130-0                      |
| 臨時増刊（1996年冬） | 国連五〇年と日本                                             | ISBN 4-8332-1131-9                      |
| 第18号（1996年春）   | 日本政治の主役                                               | ISBN 4-8332-1132-7                      |
| 第19号（1996年秋）   | 合理的選択理論とその批判                                     | ISBN 4-8332-1133-5                      |
| 第20号（1997年春）   | 選挙制度改革と日本の政治                                     | ISBN 4-8332-1134-3                      |
| 第21号（1997年秋）   | 世紀転換期の政治学：主題、理論、方法                         | ISBN 4-8332-1135-1                      |
| 臨時増刊（1998年冬） | 政権移行期の圧力団体                                         | ISBN 4-8332-1136-X                      |
| 第22号（1998年春）   | 変容する日欧の政党政治                                       | ISBN 4-8332-1137-8                      |
| 臨時増刊（1998年夏） | 連立政権下の政党再編と政策決定                               | ISBN 4-8332-1138-6                      |
| 第23号（1998年秋）   | 日韓政治体制の比較研究                                       | ISBN 4-8332-1139-4                      |
| 第24号（1999年春）   | 制度改革の政治学                                             | ISBN 4-8332-1140-8                      |
| 第25号（1999年秋）   | ポスト政治改革の政党と選挙                                   | ISBN 4-8332-1141-6                      |
| 第26号（2000年春）   | グローバリゼーションと地域統合：日欧の比較                   | ISBN 4-8332-1142-4                      |
| 第27号（2000年秋）   | 地球環境政治と市民社会                                       | ISBN 4-8332-1143-2                      |
| 第28号（2001年春）   | 公共政策の政治過程                                           | ISBN 4-8332-1145-9                      |
| 第29号（2001年秋）   | 日本の政党政治の変容と継続：ヨーロッパとの比較の観点を通して | ISBN 4-8332-1145-9                      |
| 第30号（2002年春）   | 議会研究                                                     | ISBN 978-4-8332-1146-8                  |
| 第31号（2002年秋）   | 市民社会とNGO：アジアからの視座                              | ISBN 978-4-8332-1147-5                  |
| 第32号（2003年春）   | 90年代の政党政治と政策の変化                                 | ISBN 978-4-8332-1148-2                  |
| 第33号（2003年秋）   | 地方分権改革のインパクト                                     | ISBN 978-4-8332-1149-9                  |
| 第34号（2004年春）   | 政官関係                                                     | ISBN 978-4-8332-1150-5                  |
| 第35号（2004年秋）   | 比較政治学と事例研究                                         | ISBN 978-4-8332-1151-2                  |
| 第36号（2005年春）   | 日本から見た現代アメリカ政治                                 | ISBN 978-4-8332-1152-9                  |
| 第37号（2005年秋）   | 90年代経済危機と政治                                         | ISBN 978-4-8332-1153-6                  |
| 第38号（2006年春）   | 行政改革後の政治と行政                                       | ISBN 978-4-8332-1154-3                  |
| 第39号（2006年秋）   | 2005年総選挙をめぐる政治変化                                 | ISBN 978-4-8332-1155-0                  |
| 第40号（2007年春）   | 政治分析・日本政治研究におけるアプローチのフロンティア       | 20周年記念号増頁 ISBN 978-4-8332-1156-7 |
| 第41号（2007年秋）   | 現代日本社会と政治参加                                       | ISBN 978-4-8332-1157-4                  |
| 第42号（2008年春）   | ポピュリズムの比較研究に向けて                               | ISBN 978-4-8332-1158-1                  |
| 第43号（2008年秋）   | 2001年中央省庁再編の効果                                     | ISBN 978-4-8332-1159-8                  |
| 第44号（2009年春）   | ニューロポリティックス，ニューロエコノミックス               | ISBN 978-4-8332-1160-4                  |
| 第45号（2009年秋）   | 世界の市民社会・利益団体                                     | ISBN 978-4-8332-1161-1                  |
| 第46号（2010年春）   | 変化する政治、進化する政治学                                 | ISBN 978-4-8332-1162-8                  |
| 第47号（2010年秋）   | 選挙サイクルと政権交代                                       | ISBN 978-4-8332-1163-5                  |
| 第48号（2011年春）   | 政治学と日本政治史のインターフェイス                         | ISBN 978-4-8332-1164-2                  |
| 第49号（2011年秋）   | 福祉国家研究の最前線                                         | ISBN 978-4-8332-1165-9                  |
| 第50号（2012年春）   | 国際ガバナンスの本質と変容                                   | ISBN 978-4-8332-1166-6                  |
| 第51号（2012年秋）   | 地方議員と政党組織                                           | ISBN 978-4-8332-1167-3                  |
| 第52号（2013年春）   | 変革期の選挙区政治                                           | ISBN 978-4-8332-1168-0                  |
| 第53号（2013年秋）   | 「一党優位制後」の比較政治学                                 | ISBN 978-4-8332-1169-7                  |
| 第54号（2014年春）   | 外交と世論                                                   | ISBN 978-4-8332-1170-3                  |
| 第55号（2014年秋）   | 政治経済学のルネサンス                                       | ISBN 978-4-8332-1171-0                  |
| 第56号（2015年春）   | 国会という情報学                                             | ISBN 978-4-8332-1172-7                  |
| 第57号（2015年秋）   | 日本における「左右対立」の現在                               | ISBN 978-4-8332-1173-4                  |
| 第58号（2016年春）   | 主要国の国際秩序観と現代外交                                 | ISBN 978-4-8332-1174-1                  |
| 第59号（2016年秋）   | 大阪の都市政治を分析する                                     | ISBN 978-4-8332-1175-8                  |
| 第60号（2017年春）   | 憲法改革の制度選択論                                         | ISBN 978-4-8332-1176-5                  |
| 第61号（2017年秋）   | 「熟議」をめぐる実証研究                                     | ISBN 978-4-8332-1177-2                  |
| 第62号（2018年春）   | 排外主義の比較政治学                                         | ISBN 978-4-8332-1179-6                  |
| 第63号（2018年秋）   | 比較の中の日本政治                                           | ISBN 978-4-8332-1179-6                  |

主題別に分類してみると、「現代日本政治の現状と動態の分析に関係するもの」が圧倒的に多く、他には「比較政治に関係するもの」、「日本の外交と国際関係を扱うもの」、「政治学理論に関係するもの」というふうになっており、それらの論文で使われている方法や手段は行動科学的で、数理モデルや計量分析、事例研究を用いるものが相対的に多数を占めている。また、初期には現役の政治家、ジャーナリストなどによるエッセイも掲載されていた。

## 編集体制

### 顧問
- 猪口孝
- 大嶽秀夫
- 蒲島郁夫
- 村松岐夫

### 編集委員（22号から）
- 加藤淳子
- 川人貞史
- 辻中豊
- 真渕勝
- 久米郁男（真渕不在時）

### 編集委員（46号から）
- 加藤淳子（47号まで）
- 増山幹高
- 大西裕
- 河野勝（46号のみ）
- 飯田敬輔（47号から）
- 鹿毛利枝子（47号から）